# Pararistolochia
Genre
Classification phylogénétique
Pararistolochia est un genre de plantes à fleurs de la famille des aristolochiacées regroupant une quarantaine d'espèces de plantes herbacées .

## Quelques espèces
- Pararistolochia alexandriana
- Pararistolochia australopithecurus
- Pararistolochia biakensis
- Pararistolochia ceropegioides
- Pararistolochia decandra
- Pararistolochia goldieana (syn. Aristolochia goldieana)
- Pararistolochia macrocarpa
- Pararistolochia praevenosa
- Pararistolochia preussii
- Pararistolochia promissa